# ITV4
ITV4是英國的一個免費電視頻道，開播於2005年11月1日。該頻道由獨立電視公司的子公司ITV數位頻道所有。ITV4主要播出體育、經典的邪典電影、占士邦電影、美國劇集和ITV經典劇集等類型的節目。

## 歷史
外界曾認為ITV4將取代既有的男性和摩托頻道，類似ITV3取代格拉納達+（Granada Plus）頻道。但後來獨立電視公司表示將在開設ITV4的同時保留男性和摩托頻道，兩個頻道一度同時在Freeview上存在。2005年11月1日，ITV4正式開始播出。除了英國之外，愛爾蘭亦可收看到ITV4的節目。ITV4亦有在盧森堡註冊，以在歐盟播出。

## 附屬頻道

### ITV4 +1
2008年10月後期，ITV表示將在這一年年底開播ITV4的時移頻道。2008年12月1日開始，ITV4 +1開始在天空廣播上播出。

### ITV4 HD
2010年11月15日，ITV4開始在天空廣播上播出高畫質電視同步聯播頻道ITV4 HD。該頻道最初是付費頻道。2013年3月14日，ITV4開始在維珍媒體上播出。ITV4 HD的高畫質節目包括電影和體育賽事。

## 品牌

### 2013年刷新形象
作為ITV刷新品牌形象的一部分，ITV4在2013年1月14日啟用了新標誌，其色調為石灰色。頻道概念是「體育和經典之家（home of sport and cult classics）」。
- ITV4在2005年11月1日至2013年1月13日使用的標誌
- 2013年1月14日啟用的新標誌，其色調為石灰色

## 節目
體育節目是ITV4的主要節目。在ITV4開播之前，ITV數位頻道的大部分體育節目在ITV2播出。在ITV4開播的第一週，其轉播了欧足联欧洲联赛和歐洲冠軍聯賽賽事。2019年，ITV4轉播了西班牙足球甲級聯賽。ITV4亦轉播環法自行車賽、歐洲飛鏢錦標賽。在2015年至2018年，ITV4曾播出歐足總歐洲聯賽集錦。

## 外部連結
- itv.com上《ITV4 》的資料